# Гитмарк, Ингвилль
И́нгвилль Ги́тмарк (норв. Ingvill Githmark) — норвежская кёрлингистка.
В составе женской сборной Норвегии участница шести чемпионатов мира (высшее занятое место — четвёртое) и четырёх чемпионатов Европы (дважды серебряные призёры и один раз бронзовые). Шестикратная чемпионка Норвегии среди женщин.
Играла в основном на позиции второго. На чемпионате мира 1994 играла на позиции четвёртого, была скипом команды.

## Достижения
- Чемпионат Европы по кёрлингу: серебро (1980, 1991), бронза (1992).
- Чемпионат Норвегии по кёрлингу среди женщин: золото (1979, 1980, 1984, 1987, 1988, 1994).[3].

## Команды
| Сезон   | Четвёртый        | Третий           | Второй           | Первый               | Запасной   | Турниры                             |
| ------- | ---------------- | ---------------- | ---------------- | -------------------- | ---------- | ----------------------------------- |
| 1978—79 | Эллен Гитмарк    | Эли Кольстад     | Кирстен Вёуле    | Ингвилль Гитмарк     |            | ЧМ 1979 (9 место)                   |
| 1979—80 | Эллен Гитмарк    | Трина Трульсен   | Ингвилль Гитмарк | Кирстен Вёуле        |            | ЧЕ 1979 (8 место) ЧМ 1980 (7 место) |
| 1980—81 | Эллен Гитмарк    | Трина Трульсен   | Ингвилль Гитмарк | Кирстен Вёуле        |            | ЧЕ 1980                             |
| 1983—84 | Эллен Гитмарк    | Ингвилль Гитмарк | Хейди Трондсен   | Анка Сунде Андреасен |            | ЧМ 1984 (4 место)                   |
| 1986—87 | Анне Йотун Бакке | Хильде Йотун     | Ингвилль Гитмарк | Билли Сёрум          |            | ЧМ 1987 (4 место)                   |
| 1987—88 | Анне Йотун Бакке | Хильде Йотун     | Ингвилль Гитмарк | Билли Сёрум          |            | ЧМ 1988 (4 место)                   |
| 1991—92 | Трина Трульсен   | Эллен Гитмарк    | Ингвилль Гитмарк | Билли Сёрум          |            | ЧЕ 1991                             |
| 1992—93 | Трина Трульсен   | Эллен Гитмарк    | Ингвилль Гитмарк | Билли Сёрум          |            | ЧЕ 1992                             |
| 1993—94 | Ингвилль Гитмарк | Гёрил Бюэ        | Эллен Киттельсен | Лине Мария Бьерке    | Тереза Бюэ | ЧМ 1994 (4 место)                   |

(скипы выделены полужирным шрифтом)